# Бубањ (Ниш)
Бубањ, или како се често назива Бубањ Село (јер се градска четврт града Ниша назива Бубањ), је насељено место у градској општини Палилула на подручју града Ниша у Нишавском округу. Налази се у алувијалном простору Јужне Мораве, удаљено 5,5 км југозападно од центра Ниша. Према попису из 2022. било је 525 становника (према попису из 1991. било је 441 становника).

## Историја
Иако доскора сеоце, Бубањ се у 15. веку помиње у облику два одвојена напредна села: Горњи Бубањ и Доњи Бубањ. Први је у попису 1498. године исказан са 109 кућа и са приходом од 11.131 акче, а други са 37 кућа, 5 рајинских воденица које раде целе године и са приходом од 4.389 акчи. Судећи према овим подацима, Горњи Бубањ је једно од највећих села у нишкој околини у 15. веку. Ако је његова позиција одговарала садашњој позицији села, чини се да је позиција Доњег Бубња са 5 воденица била у атару данашњег Новог Села (Насеље 9. мај), у потесу званом Бубањ. Према турском попису нахије Ниш из 1516. године, место је било једно од 111 села нахије и носило је назив Горњи Бубањ, а имало је 81 кућа, 15 удовичка домаћинства, 13 самачка домаћинства.
Пред ослобођење од Турака данашњим селом Бубањ господарио је Мустафа Емир, ага из Ниша. У селу је имао кулу и држао харем. По истеривању Турака постепено губи натуралне карактеристике, оријентишући се ка тржишној и приградској пољопривреди. Године 1878. Бубањ је село са 15 домаћинстава и 100 становника, а 1930. године има 38 домаћинстава и 302 становника. Развој после 1945. године изазвао је, с једне стране, исељавање становништва у Ниш, док је близина града, с друге стране, привукла досељавање придошлица из других села. Број становника испољио је, на тој основи, тенденцију благог пораста, док се број домаћинстава удвостручио. У овоме се огледа тенденција одумирања проширене породице и њено свођење на малу породицу (домаћинство), с малим бројем чланова.

## Саобраћај
До Бубањ Села се може доћи линијама 35 ПАС Ниш - Бубањ - Горње Међурово - Бубањ Село - Ледена Стена - ПАС Ниш и линијом 35 ПАС Ниш - Ледена Стена - Бубањ Село - Горње Међурово - Бубањ - ПАС Ниш.

## Демографија
У насељу Бубањ живи 441 пунолетна становника, а просечна старост становништва износи 45,4 година (45,6 код мушкараца и 45,2 код жена). У насељу има 173 домаћинстава, а просечан број чланова по домаћинству је 3,03.
Ово насеље је великим делом насељено Србима (према попису из 2002. године), а у последња три пописа, примећен је пораст у броју становника.
|  |

| Демографија | Демографија | Демографија |
| Година      | Становника  | Становника  |
| ----------- | ----------- | ----------- |
| 1948.       | 402         |             |
| 1953.       | 410         |             |
| 1961.       | 442         |             |
| 1971.       | 402         |             |
| 1981.       | 434         |             |
| 1991.       | 441         | 435         |
| 2002.       | 516         | 535         |
| 2011.       | 548         |             |
| 2022.       | 525         |             |

| Етнички састав према попису из 2002.‍ | Етнички састав према попису из 2002.‍ | Етнички састав према попису из 2002.‍ | Етнички састав према попису из 2002.‍ | Етнички састав према попису из 2002.‍ |
| ------------------------------------ | ------------------------------------ | ------------------------------------ | ------------------------------------ | ------------------------------------ |
|                                      |                                      |                                      |                                      |                                      |
| Срби                                 | Срби                                 |                                      | 483                                  | 93,60%                               |
| Роми                                 | Роми                                 |                                      | 17                                   | 3,29%                                |
| Црногорци                            | Црногорци                            |                                      | 7                                    | 1,35%                                |
| Хрвати                               | Хрвати                               |                                      | 1                                    | 0,19%                                |
| непознато                            | непознато                            |                                      | 7                                    | 1,35%                                |

| Година пописа     | 1948. | 1953. | 1961. | 1971. | 1981. | 1991. | 2002. |
| ----------------- | ----- | ----- | ----- | ----- | ----- | ----- | ----- |
| Број домаћинстава | 56    | 66    | 84    | 99    | 111   | 123   | 138   |

| Број чланова      | 1 | 2  | 3  | 4  | 5  | 6  | 7 | 8 | 9 | 10 и више | Просек |
| ----------------- | - | -- | -- | -- | -- | -- | - | - | - | --------- | ------ |
| Број домаћинстава | 9 | 28 | 25 | 37 | 17 | 12 | 9 | 1 | 0 | 0         | 3,74   |

| Пол    | Укупно | Неожењен/Неудата | Ожењен/Удата | Удовац/Удовица | Разведен/Разведена | Непознато |
| ------ | ------ | ---------------- | ------------ | -------------- | ------------------ | --------- |
| Мушки  | 209    | 49               | 146          | 10             | 3                  | 1         |
| Женски | 217    | 39               | 144          | 28             | 6                  | 0         |
| УКУПНО | 426    | 88               | 290          | 38             | 9                  | 1         |

| Пол    | Укупно                    | Пољопривреда, лов и шумарство | Рибарство                            | Вађење руде и камена | Прерађивачка индустрија       |
| ------ | ------------------------- | ----------------------------- | ------------------------------------ | -------------------- | ----------------------------- |
| Мушки  | 106                       | 10                            | 0                                    | 0                    | 34                            |
| Женски | 52                        | 4                             | 0                                    | 0                    | 16                            |
| УКУПНО | 158                       | 14                            | 0                                    | 0                    | 50                            |
| Пол    | Производња и снабдевање   | Грађевинарство                | Трговина                             | Хотели и ресторани   | Саобраћај, складиштење и везе |
| Мушки  | 3                         | 7                             | 16                                   | 1                    | 17                            |
| Женски | 0                         | 0                             | 12                                   | 1                    | 2                             |
| УКУПНО | 3                         | 7                             | 28                                   | 2                    | 19                            |
| Пол    | Финансијско посредовање   | Некретнине                    | Државна управа и одбрана             | Образовање           | Здравствени и социјални рад   |
| Мушки  | 1                         | 3                             | 7                                    | 1                    | 2                             |
| Женски | 0                         | 1                             | 1                                    | 3                    | 8                             |
| УКУПНО | 1                         | 4                             | 8                                    | 4                    | 10                            |
| Пол    | Остале услужне активности | Приватна домаћинства          | Екстериторијалне организације и тела | Непознато            | Непознато                     |
| Мушки  | 0                         | 0                             | 0                                    | 4                    | 4                             |
| Женски | 0                         | 0                             | 0                                    | 4                    | 4                             |
| УКУПНО | 0                         | 0                             | 0                                    | 8                    | 8                             |